# Synopeas bifoveatum
Synopeas bifoveatum är en stekelart som först beskrevs av Jean-Jacques Kieffer 1912.  Synopeas bifoveatum ingår i släktet Synopeas och familjen gallmyggesteklar. Inga underarter finns listade i Catalogue of Life.